# Miltonia
Genre
Espèces de rang inférieur
- Miltonia candida -
- Miltonia clowesii -
- Miltonia cuneata -
- Miltonia flava
- Miltonia flavescens -
- Miltonia kayasimae
- Miltonia moreliana
- Miltonia phymatochila
- Miltonia regnellii - 
  - Miltonia regnellii f. alba
  - Miltonia regnellii f. citrina
  - Miltonia regnellii f. travassosiana
  - Miltonia regnellii f. veitchiana
- Miltonia russelliana -
- Miltonia spectabilis -

Miltonia, ou Milt dans le commerce, est un genre de la famille des Orchidées (Orchidaceae), nommé d'après l'amateur anglais Lord Fitzwilliam Milton.

## Description
Ces orchidées épiphytes poussent dans une aire qui va du centre et du sud du Brésil jusqu'en Argentine. Elles possèdent une ou deux feuilles qui sortent d'un grand pseudo-bulbe ovoïde et comprimé. L'inflorescence est composée de fleurs  cireuses sans ergot. Le labelle est large et aplati; il est dépourvu d'éperon. Le gynostème présente deux pollinies rigides. Les fleurs dégagent une légère odeur suave et exotique. 
Les sujets de ce genre sont souvent confondus avec d'autres orchidées du genre Miltoniopsis. Seuls les spécialistes et les amateurs éclairés font systématiquement la différence entre Miltonia et Miltoniopsis, les deux termes étant souvent utilisés l'un pour l'autre dans le commerce, ce qui peut causer une certaine confusion.  
Miltonia est plus proche d’Oncidium que Miltoniopsis. L'espèce qui présente les fleurs les plus proches de la pensée est Miltonia spectabilis. Les taxonomistes discutent toujours pour savoir si les espèces du genre Miltonia devrait être classée dans le genre Oncidium en raison des similitudes entre les deux genres. 
Miltoniopsis pousse dans des climats plus frais et sa culture est plus difficile que celle de Miltonia. 
La culture des Miltonia est semblable à celle des Oncidium. 
Il existe un hybride de Miltonia et Miltoniopsis : ×Milmiltonia (J.M.H.Shaw).

## Hybrides naturels
- Miltonia ×bluntii Rchb.f. (1879) (= Miltonia clowesii × Miltonia spectabilis) (Brésil)
- Miltonia ×cogniauxiae Peeters ex Cogn. & Gooss. (1900) (Miltonia regnellii × Miltonia spectabilis) (Brésil)
- Miltonia ×cyrtochiloides Barb.Rodr. (1877) (Miltonia flavescens × Miltonia spectabilis) (Brésil)
- Miltonia ×lamarckeana Rchb.f. (1885) (Miltonia candida × Miltonia clowesii) (Brésil)

## Hybrides inter-génériques
- ×Aliceara (Brassia × Miltonia × Oncidium)
- ×Aspodonia (Aspasia × Miltonia × Odontoglossum)
- ×Bakerara (Brassia × Miltonia × Odontoglossum × Oncidium)
- ×Beallara (Brassia × Cochlioda × Miltonia × Odontoglossum)
- ×Biltonara (Ada × Cochlioda × Miltonia × Odontoglossum)
- ×Blackara (Aspasia × Cochlioda × Miltonia  × Odontoglossum)
- ×Brilliandeara (Aspasia × Brassia × Cochlioda × Miltonia × Odontoglossum × Oncidium)
- ×Burrageara (Cochlioda × Miltonia × Odontoglossum × Oncidium)
- ×Charlesworthara (Cochlioda × Miltonia × Oncidium)
- ×Colmanara (Miltonia × Odontoglossum × Oncidium)
- ×Crawshayara (Aspasia × Brassia × Miltonia × Oncidium)
- ×Degarmoara (Brassia × Miltonia × Odontoglossum)
- ×Derosaara (Aspasia × Brassia × Miltonia × Odontoglossum)
- ×Duggerara (Ada × Brassia × Miltonia)
- ×Dunningara (Aspasia × Miltonia × Oncidium)
- ×Forgetara (Aspasia × Brassia × Miltonia)
- ×Goodaleara (Brassia × Cochlioda × Miltonia × Odontoglossum × Oncidium)
- ×Maunderara (Ada × Cochlioda × Miltonia × Odontoglossum × Oncidium)
- ×Milpasia (Aspasia × Miltonia)
- ×Milpilia (Miltonia × Trichopilia)
- ×Miltada (Ada × Miltonia)
- ×Miltadium (Ada × Miltonia × Oncidium)
- ×Miltarettia (Comparettia × Miltonia)
- ×Miltassia (Brassia × Miltonia)
- ×Miltistonia (Baptistonia × Miltonia)
- ×Miltonidium (Miltonia × Oncidium)
- ×Miltonioda (Cochlioda × Miltonia)
- ×Morrisonara (Ada × Miltonia × Odontoglossum)
- ×Norwoodara (Brassia × Miltonia × Oncidium × Rodriguezia)
- ×Odontonia (Miltonia × Odontoglossum)
- ×Rodritonia (Miltonia × Rodriguezia)
- ×Sauledaara (Aspasia × Brassia × Miltonia × Oncidium × Rodriguezia)
- ×Schafferara (Aspasia × Brassia × Cochlioda × Miltonia × Odontoglossum)
- ×Schilligerara (Aspasia × Gomesa × Miltonia)
- ×Segerara (Aspasia × Cochlioda × Miltonia × Odontoglossum × Oncidium)
- ×Vanalstyneara (Miltonia × Odontoglossum × Oncidium × Rodriguezia)
- ×Vuylstekeara (Cochlioda × Miltonia × Odontoglossum)
- ×Withnerara (Aspasia × Miltonia × Odontoglossum × Oncidium)

## Liste d'espèces
Selon Catalogue of Life (6 août 2014) :
- Miltonia altairiana
- Miltonia binotii
- Miltonia bluntii
- Miltonia candida
- Miltonia clowesii
- Miltonia cogniauxiae
- Miltonia cuneata
- Miltonia cyrtochiloides
- Miltonia flava
- Miltonia flavescens
- Miltonia kayasimae
- Miltonia lamarckeana
- Miltonia leucoglossa
- Miltonia moreliana
- Miltonia phymatochila
- Miltonia regnellii
- Miltonia rosina
- Miltonia russelliana
- Miltonia spectabilis

Selon GRIN (6 août 2014) :
- Miltonia spectabilis Lindl.

Selon World Checklist of Selected Plant Families (WCSP) (6 août 2014) :
- Miltonia altairiana Chiron & V.P.Castro (2009 publ. 2008)
- Miltonia ×binotii Cogn., Gard. Chron., ser. 3 (1897)
- Miltonia ×bluntii Rchb.f., Gard. Chron., n.s. (1879)
- Miltonia candida Lindl. (1838)
- Miltonia clowesii (Lindl.) Lindl. (1840)
- Miltonia ×cogniauxiae Peeters ex Cogn. & A.Gooss. (1900)
- Miltonia cuneata Lindl. (1844)
- Miltonia ×cyrtochiloides Barb.Rodr. (1877)
- Miltonia flava Lindl. (1848)
- Miltonia flavescens (Lindl.) Lindl. (1841)
- Miltonia kayasimae Pabst (1976)
- Miltonia ×lamarckeana Rchb. f., Gard. Chron., n.s. (1885)
- Miltonia ×leucoglossa auct. (1898)
- Miltonia moreliana A.Rich. (1848)
- Miltonia ×peetersiana Rchb.f., Gard. Chron., n.s. (1886)
- Miltonia phymatochila (Lindl.) N.H.Williams & M.W.Chase (2001)
- Miltonia regnellii Rchb.f. (1850)
- 'Miltonia ×rosina Barb.Rodr. (1877)
- Miltonia russelliana (Lindl.) Lindl. (1841)
- Miltonia spectabilis Lindl. (1837)

Selon The Plant List (6 août 2014) :
- Miltonia altairiana Chiron & V.P.Castro
- Miltonia binotii Cogn.
- Miltonia bluntii Rchb.f.
- Miltonia candida Lindl.
- Miltonia clowesii (Lindl.) Lindl.
- Miltonia cogniauxiae Peeters ex Cogn. & A.Gooss.
- Miltonia cuneata Lindl.
- Miltonia cyrtochiloides Barb.Rodr.
- Miltonia flava Lindl.
- Miltonia flavescens (Lindl.) Lindl.
- Miltonia kayasimae Pabst
- Miltonia lamarckeana Rchb.f.
- Miltonia leucoglossa auct.
- Miltonia moreliana A.Rich.
- Miltonia phymatochila (Lindl.) N.H.Williams & M.W.Chase
- Miltonia regnellii Rchb.f.
- Miltonia rosina Barb.Rodr.
- Miltonia russelliana (Lindl.) Lindl.
- Miltonia spectabilis Lindl.

Selon Tropicos (6 août 2014) (Attention liste brute contenant possiblement des synonymes) :
- Miltonia anceps Lindl.
- Miltonia bicolor Lodd. ex Buyss.
- Miltonia binoti Cogn.
- Miltonia bismarckii (Dodson & D.E. Benn.) P.F. Hunt
- Miltonia candida Lindl.
- Miltonia cereola Lem.
- Miltonia clowesii Lindl.
- Miltonia cogniauxiae F. Peeters ex Cogn. & Gooss.
- Miltonia cuneata Lindl.
- Miltonia cyrtochiloides Barb. Rodr.
- Miltonia endresii G. Nicholson
- Miltonia festiva G. Nicholson
- Miltonia flava Lindl.
- Miltonia flavescens Lindl.
- Miltonia karwinskii (Lindl.) Lindl.
- Miltonia kayasimae Pabst
- Miltonia laevis (Lindl.) Rolfe
- Miltonia leucoglossa hort.
- Miltonia leucomelas (Rchb. f.) Rolfe
- Miltonia loddigesii hort. ex Regel
- Miltonia moreliana A. Rich.
- Miltonia odorata Lodd. ex W. Baxter
- Miltonia parva C. Schweinf.
- Miltonia peetersiana Rchb. f.
- Miltonia phalaenopsis (Linden & Rchb. f.) G. Nicholson
- Miltonia phymatochila (Lindl.) N.H. Williams & M.W. Chase
- Miltonia pinelii Rchb. f.
- Miltonia pulchella Linden
- Miltonia quadrijuga Dusén & Kraenzl.
- Miltonia regnellii Rchb. f.
- Miltonia reichenheimii (Linden & Rchb. f.) Rolfe
- Miltonia roezlii (Rchb. f.) G. Nicholson
- Miltonia rosea Verschaff. ex Lem.
- Miltonia rosina Barb. Rodr.
- Miltonia russelliana (Lindl.) Lindl.
- Miltonia schroederiana O'Brien
- Miltonia speciosa G. Klotz, Otto & A. Dietr.
- Miltonia spectabilis Lindl.
- Miltonia stellata Lindl.
- Miltonia stenoglossa Schltr.
- Miltonia superba Schltr.
- Miltonia velloziana Ruschi & la Gasa
- Miltonia vexillaria (Rchb. f.) G. Nicholson
- Miltonia warneri G. Nicholson
- Miltonia warscewiczii Rchb. f.
- Miltonia warszewiczii Rchb. f.
- Miltonia ×binotii Cogn.
- Miltonia ×bleuana L. Linden & Rodigas
- Miltonia ×bleui God.-Leb.
- Miltonia ×bluntii Rchb. f.
- Miltonia ×cogniauxiae Peeters ex Cogn. & Gooss.
- Miltonia ×cyrtochiloides Barb. Rodr.
- Miltonia ×festiva G. Nicholson
- Miltonia ×joiceyana O'Brien
- Miltonia ×lamarckeana Rchb. f.
- Miltonia ×leucoglossa auct.
- Miltonia ×peetersiana Rchb. f.
- Miltonia ×rosina Barb. Rodr.